# Mamma Mia! The Movie Soundtrack
Mamma Mia! The Movie Soundtrack Featuring the Songs of ABBA – ścieżka dźwiękowa z filmu muzycznego Mamma Mia!, wydany 8 lipca 2008. Składa się on z piosenek zespołu ABBA, wykonywanych przez obsadę filmu, w tym Meryl Streep, Amandę Seyfried, Pierce’a Brosnana, Stellana Skarsgårda, Colina Firtha, Julie Walters i Christine Baranski.

## Lista utworów

### CD
1. „Honey, Honey” - Amanda Seyfried - 3:07
2. „Money, Money, Money” - Meryl Streep, Christine Baranski, Julie Walters i Obsada - 4:54
3. „Mamma Mia!” - Meryl Streep - 3:34
4. „Dancing Queen” - Meryl Streep, Christine Baranski, Julie Walters, Bjorn Ulveaus, Rita Wilson,Phillip Michael, Amanda Seyfried i Colin Firth - 4:49
5. „Our Last Summer” - Amanda Seyfried, Pierce Brosnan, Colin Firth i Stellan Skarsgård - 2:58
6. „Lay All Your Love on Me” - Dominic Cooper i Amanda Seyfried - 4:29
7. „Super Trouper” - Meryl Streep, Christine Baranski i Julie Walters - 3:54
8. „Gimme! Gimme! Gimme! (A Man After Midnight)” - Amanda Seyfried i Obsada - 3:53
9. „The Name of the Game” - Amanda Seyfried - 4:55
10. „Voulez-Vous” - Pełna obsada - 4:35
11. „SOS” - Pierce Brosnan i Meryl Streep - 3:21
12. „Does Your Mother Know” - Christine Baranski i Philip Michael - 3:05
13. „Slipping Through My Fingers” - Meryl Streep i Amanda Seyfried - 3:50
14. „The Winner Takes It All” - Meryl Streep i Pierce Brosnan - 4:59
15. „When All Is Said and Done” - Pierce Brosnan - 3:18
16. „Take a Chance on Me” - Julie Walters i Stellan Skarsgård - 4:02
17. „I Have a Dream” / „Thank You for the Music” (ukryty utwór) - Amanda Seyfried - 8:37

### Edycja iTunes
17. „I Have a Dream” - Amanda Seyfried - 4:23
18. „Thank You for the Music” - Amanda Seyfried - 3:44

### Edycja deluxe
Edycja deluxe zawiera dodatkowy materiał DVD, będący zapisem nagrań filmowych piosenek oraz ich montażu.

## Pominięte piosenki
1. „I Have a Dream” (prolog) - Amanda Seyfried
2. „Chiquitita” - Christine Baranski i Julie Walters
3. „I Do, I Do, I Do, I Do, I Do” - Obsada
4. „Mamma Mia” - Obsada
5. „Dancing Queen” - Obsada
6. „Waterloo” - Obsada

## Sprzedaż
W sierpniu 2008 album uplasował się na pierwszym miejscu zestawienia Billboard 200. 18 sierpnia 2008 w Stanach Zjednoczonych uzyskał status platynowej płyty, sprzedając się w ponad 1 mln kopii.
Na całym świecie płyta sprzedała się w ponad 5 mln egzemplarzy i była dwa tygodnie na szczycie United World Chart.
20 lipca 2008 płyta stała się numerem jeden najchętniej kupowanych albumów w iTunes.
Ścieżka dźwiękowa stała się najczęściej kupowanym albumem w Wielkiej Brytanii w lipcu 2008, jednak ze względu na reguły płyta nie została wymieniona w głównym zestawieniu. W Nowej Zelandii album zadebiutował na ósmym miejscu notowania, a w drugim tygodniu od premiery był na pierwszym. W Grecji ścieżka dźwiękowa zajęła pierwsze miejsce w zestawieniu z albumów międzynarodowych oraz trzecie w głównym notowaniu sprzedaży płyt oraz pierwsze miejsce w greckim iTunes. W Australii tydzień po wydaniu ścieżka dźwiękowa uplasowała się na pierwszym miejscu ARIA Albums Chart.
W sprzedaży cyfrowej pochodząca z płyty piosenka „Honey, Honey” uplasowała się na 16. miejscu w Norwegii oraz 50. miejscu w Australii. Sukces w Australii odniosły również inne utwory z Mamma Mia! The Movie Soundtrack: „Gimme! Gimme! Gimme! (A Man After Midnight)” (70. miejsce), „Lay All Your Love on Me” (85. miejsce), „Dancing Queen” (96. miejsce) i „Mamma Mia” (98. miejsce).

## Notowania
| Notowanie (2008)                          | Najwyższa pozycja | Sprzedanych kopii | Certyfikat  |
| ----------------------------------------- | ----------------- | ----------------- | ----------- |
| UK Top 20 Compilations Chart              | 1 (10 tygodni)    | 1,000,000+        | 3 x Platyna |
| Sweden Top 40                             | 1                 | 120,000+          | 3 x Platyna |
| French Top 200 Chart                      | 8                 | 200,000+          | Platyna     |
| Australian ARIA Albums Chart              | 1                 | 140,000+          | 2 x Platyna |
| New Zealand Top 40                        | 1                 | 30,000+           | 2 x Platyna |
| Irish Albums Chart                        | 1                 | 20,000+           | Platyna     |
| Austrian Albums Chart                     | 1                 | 30,000+           | Platyna     |
| Greek Top 50 Albums Chart                 | 1                 | 30,000+           | 2 x Platyna |
| Norway Albums Chart                       | 1                 | 40,000+           | Platyna     |
| Finnish Albums Chart                      | 1                 | 30,000+           | Platyna     |
| Dannish Albums Chart                      | 1                 | 30,000+           | Platyna     |
| Swiss Albums Chart                        | 1                 | 30,000+           | Platyna     |
| Hungarian Top 40 Albums Chart             | 1                 | 60,000+           | 4 x Platyna |
| Canadian Top 100 Albums Chart             | 1                 | 80,000+           | Platyna     |
| German Top 100 Albums Chart               | 2                 | 80,000+           | Złoto       |
| Czech Republic Albums Chart               | 1                 | 10,000+           | Złoto       |
| Mexican Top 100 Albums Chart              | 2                 | 50,000+           | Złoto       |
| Mexican Top 20 International Albums Chart | 2                 | 50,000+           | Złoto       |
| Dutch Top Albums                          | 5                 | 30,000+           | Złoto       |
| Polish Albums Chart                       | 1                 | 100,000+          | Diament     |
| Spanish Top 100 Albums Chart              | 1                 | 80,000+           | Platyna     |
| Brazil Top 40 Albums                      | 21                | 30,000+           |             |
| Argentinian Albums Chart                  | 2                 | 50,000+           | Platyna     |
| Estonian Albums Chart                     | 2                 | 5,000+            |             |
| Global Albums Chart                       | 1                 |                   |             |
| European Top 100 Albums Chart             | 3                 | 1,000,000+        | Platyna     |
| Top Internet Albums                       | 1                 |                   |             |
| U.S. Billboard 200                        | 1                 | 1,600,000+        | Platyna     |
| U.S. Comprehensive Charts                 | 1                 |                   |             |
| U.S. Top Digital Albums                   | 1                 |                   |             |
| U.S. Billboard Top Soundtracks            | 1                 |                   |             |
| Portugal Albums Chart                     | 1                 | 40,000+           | 2 x Platyna |
| Belgium Flemish Album Chart               | 5                 |                   | Złoto       |
| Belgium Wallonia Album Chart              | 7                 |                   | Złoto       |
| Italian Compilation Chart                 | 1                 |                   |             |

## Obsada
- Amanda Seyfried jako Sophie Sheridan
- Meryl Streep jako Donna Sheridan
- Julie Walters jako Rosie
- Christine Baranski jako Tanya
- Pierce Brosnan jako Sam Carmichael
- Colin Firth jako Harry Bright
- Stellan Skarsgård jako Bill Anderson
- Dominic Cooper jako Sky
- Philip Michael jako Pepper